# Betesdaggkåpa
Betesdaggkåpa (Alchemilla monticola) är en ganska småväxt ört inom släktet daggkåpor.

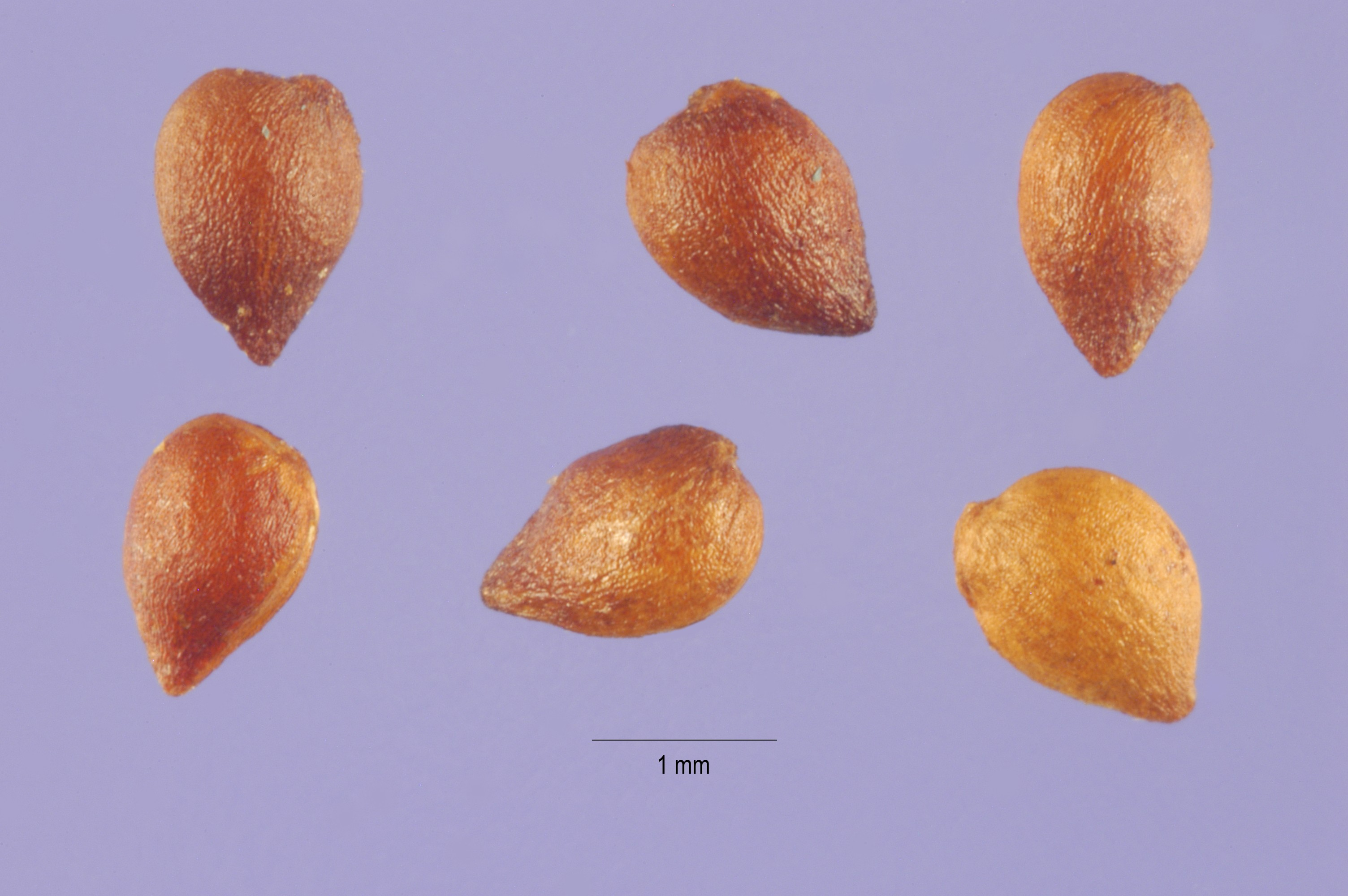
Frön från betesdaggkåpa

Denna art hänförs till specialnivån för apomixis med benämningen sektion, i taxon placerad mellan släkte och art.
Förväxlingsart glansdaggkåpa, Alchemilla micans.
Se vidare daggkåpa.

## Synonymer
Följande synonymer har ogiltigförklarats]:[källa behövs]
- A. pratensis auct non F W Schmidt
- A. vulgaris auct non L
- A. xanthochlora auct non Rothm